# 密星江魟
泰魯魟（學名：Potamotrygon castexi）是最近這兩、三年來才被引進的新品種，牠應是綠豆魟（Potamotrygon castex）的產地變異型。泰魯魟身上的色斑為金色的不規則塊狀，而非點狀，發色的個體相當的鮮豔。在飼養上不難而且活動力強，但要提供大一點的飼育環境。